# Zdeněk Chlopčík
Zdeněk Chlopčík (* 29. ledna 1957 Ostrava) je český tanečník. Absolvoval Strojní fakultu ostravské Vysoké školy báňské, pracoval jako projektant ve Vítkovicích, kde pracovala velká část jeho rodiny a roku 1990 založil soukromou taneční školu Elán. Dvakrát se stal mistrem republiky v latinskoamerických tancích a deseti tancích. Vlastní aktivní kariéru ukončil v roce 1996. V letech 2006–2023 působil bez přestávky v porotě taneční soutěže České televize nazvané StarDance …když hvězdy tančí. Výkony soutěžících hodnotil také ve slovenské obdobě této soutěže pojmenované Let's Dance.
Je podruhé ženatý. Z prvního manželství má dceru Andreu. Když se však Chlopčíkovi rozváděli kvůli jeho nevěře, zůstala Andrea v péči matky. Obě se odstěhovaly do Sokolova a Chlopčík ji naposledy viděl, když jí bylo pět let. Jejich další shledání vinou matky, která styku bránila, proběhlo až v Andreiných 20 letech a od té doby se nadále scházejí. Ze druhého manželství s tanečnicí Brigitou má dvě děti, syna Samuela a dceru Viktorii, které spolu s manželkou vychovává v Malenovicích u Frýdku-Místku.
Provozuje také taneční školu zaměřenou na středoškolské taneční kurzy v Ostravě.